# Libnotes poeciloptera
Libnotes poeciloptera är en tvåvingeart som beskrevs av Osten Sacken 1881. Libnotes poeciloptera ingår i släktet Libnotes och familjen småharkrankar. Inga underarter finns listade i Catalogue of Life.